# 契丹統治者列表

## 古契丹八部
- 契丹莫弗贺部酋長何辰(ca.470)
- 契丹莫弗贺部酋長勿于 (英語: Mer-gan pinyin : Wuyu)  (ca. 479)
- 契丹 - 多彌可汗(Duomi Khagan)(ca. 585)

## 大賀氏主導的部落聯盟(618-730)

### 松漠都督府行政長官
- 第一任松漠都督府都督窟哥：648年十一月廿三，窟哥率領所部內附唐朝，兼左領軍將軍、無極縣男，賜姓李氏。顯慶初年，唐高宗拜為左監門大將軍。
- 第二任松漠都督府都督阿卜固：窟哥死後，阿卜固襲位。他背離了窟哥的政策，和奚族一起騷擾唐朝的邊境。顯慶五年（660年）五月廿八，唐高宗以定襄都督阿史德樞賓、左武侯將軍延陀梯真、居延州都督李合珠並為冷岍道行軍總管，率軍討伐奚族；命尚書右丞崔餘慶充使總護三部兵馬，奚族遣使降。再以阿史德樞賓等為沙磚道行軍總管，會同營州遼東經略薛仁貴，以討伐契丹。薛仁貴與辛文陵於黑山大破契丹，擒阿卜固獻於當時皇帝所在的東都。
- 第三任松漠都督府都督李盡忠：7世紀末契丹族的首領，窟哥之孫，襲封松漠都督府都督。696年五月，他和他的妻兄孫萬榮殺營州都督趙文翽反抗武周，自稱「無上可汗」，侵略河北，武則天把他的名字改為李盡滅。武則天遣左鷹揚衛將軍曹仁師、右金吾衛大將軍張玄遇、左威衛大將軍李多祚、司農少卿麻仁節等二十八將討伐契丹。七月，以春官尚書梁王武三思為榆關道安撫大使，姚璹為榆關道安撫副使，以備契丹。八月，曹仁師、張玄遇、麻仁節與契丹戰於硤石谷，即黃獐谷之戰，幾乎全軍覆沒。9月23日，李盡忠病死，孫萬榮接替了他的位置。
- 第四任松漠都督府都督孫萬榮：也是7世紀末契丹族的首領。李盡忠病死後，孫萬榮接替了他的位置，多次大敗武周軍隊。武則天把他的名字改為孫萬斬。697年三月，清邊道總管王孝傑、蘇宏暉等將兵十七萬與孫萬榮戰於東硤石谷，即東硤石谷之戰，武周兵大敗，王孝傑墜崖而死。四月，武則天以右金吾衛大將軍武懿宗為神兵道行軍大總管，與右豹韜衛將軍何迦密將兵擊契丹。五月，又以婁師德為清邊道副大總管，右武威衛將軍沙吒忠義為前軍總管，將兵二十萬擊契丹。六月，後突厥默啜可汗應武周之邀進攻契丹，孫萬榮兵敗被殺，契丹之亂平定。
- 第五任松漠都督府都督李失活：契丹大賀氏首領，窟哥的孫子，李盡忠的堂弟。開元二年（714年），李失活因默啜衰落，率部落與頡利發伊健啜歸附唐朝，唐玄宗賜丹書鐵券。
- 第六任松漠都督府都督李娑固：契丹大賀氏首領，窟哥的孫子，李失活的堂弟。開元六年（718年），李失活死，唐朝以中郎將李娑固襲封松漠府都督、松漠郡王。
- 第七任松漠都督府都督李郁於：契丹大賀氏首領，窟哥的孫子，李娑固的堂弟。
- 第八任松漠都督府都督李吐於：契丹大賀氏首領，窟哥的孫子，李郁於的弟弟。開元十三年（725年），攜燕郡公主來奔唐朝內地，不敢回去松漠，唐玄宗改封他為遼陽郡王，留於宮中宿衛。
- 第九任松漠都督府都督李邵固：契丹大賀氏首領，窟哥的孫子，李盡忠的弟弟。開元十八年（730年），可突於殺李邵固，立遙輦屈列為王，率部落並裹脅奚族投降突厥，東華公主逃跑投靠平盧軍。

## 契丹帝國(遼朝) (907-1125)
- 耶律阿保機，契丹的第一位皇帝，在位10年。
- 述律平，契丹太祖耶律阿保機皇后。
- 耶律罨撒葛，遼太宗次子，遼穆宗述律同母之次弟。寧四年（972年），病疽薨。贈皇太叔，諡欽靖。
- 劉霄，大興宛平人，遼朝咸雍十年(1070年)甲寅科狀元及第。於大安二年興龍節時（宋哲宗十二月七日生日），劉宵以太中大夫及中書舍人充史館修撰為副使，伴隨正使耶律永昌到汴京。至遼未時，官至侍中，降金後仍為侍中，及後官至中京（今北京）留守。